# Rewolwer Colt Army model 1860
Colt Army model 1860 – amerykański sześciostrzałowy ładowany odprzodoworewolwer kapiszonowy. Występował z dwoma rodzajami bębna: kanelowanym (karbowanym) na początku produkcji i późniejsze wersje z okrągłym po zewnątrz. Dostosowany do strzelania kulami 451, 454 i podłużnymi pociskami Conical 450, 451, 452. Strzelano z prochu 30 grain, zasięg skuteczny według producenta to 75 jardów (69 metrów). W czasach swojej świetności używał go m.in. amerykański rewolwerowiec i pokerzysta John Wesley Hardin. Wyprodukowano ponad 200 000 sztuk, z czego amerykańska armia zakupiła 129 730 sztuk. Na początku produkcji kosztował 20 $, co było wysoką ceną zarówno dla wojska, jak i dla cywilnego klienta. W 1865 roku cenę obniżono do 14,50 $. Pod koniec produkcji dostosowano go do amunicji zespolonej (scalonej). Cieszył się wielką popularnością zarówno w USA, jak i innych państwach. Zaprojektowany został na identycznym szkielecie, jak Colt Navy model 1851. Występował w wersji kalibru .36 sygnowanej przydomkiem Navy.